# Live at Stubb's
Live at Stubb's é o segundo álbum do cantor de reggae Matisyahu.

## Faixas
1. "Sea To Sea" - 4:07
2. "Chop 'Em Down" - 4:03
3. "Warrior" - 7:58
4. "Lord Raise Me Up" - 3:52
5. "King Without a Crown" - 4:48
6. "Aish Tamid" - 6:55
7. "Beat Box" - 5:05
8. "Fire and Heights" - 4:20
9. "Exaltation" - 6:57
10. "Refuge" - 4:02
11. "Heights" - 3:23
12. "Close My Eyes" - 4:24
13. "Pedal To The Metal" - 1:32 (Extra)